# 魏书
| 中國二十四史 | 中國二十四史   | 中國二十四史 | 中國二十四史 | 中國二十四史 |
| 次序         | 書名           | 作者         | 作者         |              |
| 次序         | 書名           | 姓名         | 時代         |              |
| ------------ | -------------- | ------------ | ------------ | ------------ |
| 1            | 史记           | 司馬遷       | 西漢         |              |
| 2            | 汉书           | 班固         | 東漢         |              |
| 3            | 后汉书         | 范曄         | 劉宋         |              |
| 4            | 三國志         | 陈寿         | 西晋         |              |
| 5            | 晋书           | 房玄龄等     | 唐           |              |
| 6            | 宋书           | 沈约         | 蕭梁         |              |
| 7            | 南齐书         | 萧子显       | 蕭梁         |              |
| 8            | 梁书           | 姚思廉       | 唐           |              |
| 9            | 陈书           | 姚思廉       | 唐           |              |
| 10           | 魏书           | 魏收         | 北齐         |              |
| 11           | 北齐书         | 李百药       | 唐           |              |
| 12           | 周书           | 令狐德棻等   | 唐           |              |
| 13           | 南史           | 李延寿       | 唐           |              |
| 14           | 北史           | 李延寿       | 唐           |              |
| 15           | 隋书           | 魏徵等       | 唐           |              |
| 16           | 旧唐书         | 刘昫等       | 后晋         |              |
| 17           | 新唐书         | 欧阳修等     | 北宋         |              |
| 18           | 旧五代史       | 薛居正等     | 北宋         |              |
| 19           | 新五代史       | 欧阳修       | 北宋         |              |
| 20           | 宋史           | 脱脱等       | 元           |              |
| 21           | 辽史           | 脱脱等       | 元           |              |
| 22           | 金史           | 脱脱等       | 元           |              |
| 23           | 元史           | 宋濂等       | 明           |              |
| 24           | 明史           | 张廷玉等     | 清           |              |
| 相關         | 東觀漢記       | 劉珍等       | 東漢         |              |
| 相關         | 新元史         | 柯劭忞       | 民國         |              |
| 相關         | 清史稿         | 趙爾巽等     | 民國         |              |
| 相關         | 點校本二十四史 | 顧頡剛等     | 共和國       |              |

《魏书》是一本纪传体史书，内容记载了四世纪末至六世纪中叶的北魏、東魏皇朝的历史。由北齐史学家、文学家魏收所著。

## 成書過程
北魏初年，邓渊撰十馀卷《代记》，之后崔浩主管修史，游雅、高允、程骏、李彪、崔光、李琰之等人继续修订北魏历史。崔浩所撰史书为编年体，李彪开始分门别类为纪、表、志、传，史书仍然没有修订好。魏宣武帝时，命令邢峦追溯撰写《孝文起居注》，写到太和十四年，又命崔鸿、王遵业续写补写，一直延续到魏孝明帝时期，事情记载的很详细。济阴王元晖业撰《辨宗室录》三十卷。魏收于是率领通直常侍房延佑、司空司马辛元植、国子博士刁柔、裴昂之、尚书郎高孝干，魏收独揽斟酌，完成《魏书》。
魏收是北齐的史官，所以此书以东魏北齐为正统，不为西魏三帝立纪，称南朝为岛夷。因作者记载部分权贵家族的不光彩事迹，被攻擊为“秽史”，隋文帝继承西魏、北周的法统，命魏澹、顏之推別撰以西魏、北周为正统的史书，隋煬帝又敕楊素、潘徽、褚亮、歐陽詢別撰，書名亦為《魏書》。劉知幾《史通》及趙翼《二十二史劄記》對此書均有貶詞。从今天出土石刻资料看，作者用汉制附会鲜卑旧制，用后来的汉名代替原来鲜卑姓名等情况十分严重，但也保留了大量重要史料，仍为今天研究北魏历史的重要文献。全书130卷。《魏书》大量罗列门阀士族的谱系，列傳附有大量家族成員，凡子孙都附于父祖传下，更及遠親家屬，如《穆崇传》附68人。
魏收自矜文才，在《魏书·自序》中就有许多自我标榜。据《隋唐嘉话》记载，魏收曾把自己的文集托南朝使臣徐陵带往南朝宣传，好“传之江左”，结果过長江时，徐陵就将其文集丢入江中，说：“吾为魏公藏拙”。事实上，魏收在《魏书》里确实展现了一定的叙事技巧，很多复杂事件能写得层次井然，有声有色。周一良《魏收之史学》及孫同勛《「秽史」辩诬》也為之辯駁。《魏书》原书在北宋初年已经不全，後人据魏澹《魏書》、張太素《後魏書》及《高氏小史》、《北史》等書补成今本；现今最普及的中华书局版《魏书》由唐长孺主持整理。

## 相關書籍
後人據相涉史料補作《魏書》的志表，清人萬斯同《歷代史表》中有〈魏諸帝統系圖〉、〈魏諸王世表〉、〈魏異姓諸王世表〉、〈魏外戚諸王世表〉、〈魏將相大臣年表〉、〈西魏將相大臣年表〉、〈東魏將相大臣年表〉各1卷，近人谷霽光《補魏書兵志》1卷，吳廷燮《元魏方鎮年表》2卷，李正奮《補後魏書藝文志》1卷。
清人謝啟昆另撰《西魏書》24卷。

## 内容

### 本紀
1. 帝紀第一 - 序紀
2. 帝紀第二 - 太祖道武帝
3. 帝紀第三 - 太宗明元帝
4. 帝紀第四上 - 世祖太武帝
5. 帝紀第四下 - 世祖太武帝・恭宗景穆帝
6. 帝紀第五 - 高宗文成帝
7. 帝紀第六 - 显祖献文帝
8. 帝紀第七上 - 高祖孝文帝
9. 帝紀第七下 - 高祖孝文帝
10. 帝紀第八 - 世宗宣武帝
11. 帝紀第九 - 肅宗孝明帝
12. 帝紀第十 - 敬宗孝莊帝
13. 帝紀第十一 - 前废帝・後废帝・出帝
14. 帝紀第十二 - 东魏孝静帝

### 列傳
1. 列傳第一 皇后 - 神元皇后竇氏・文帝皇后封氏・桓帝皇后祁氏・平文皇后王氏・昭成皇后慕容氏・献明皇后賀氏・道武皇后慕容氏・道武宣穆皇后劉氏・明元昭哀皇后姚氏・明元密皇后杜氏・太武皇后赫連氏・太武敬哀皇后賀氏・景穆恭皇后郁久閭氏・文成文明皇后馮氏・文成元皇后李氏・献文思皇后李氏・孝文貞皇后林氏・孝文废皇后馮氏・孝文幽皇后馮氏・孝文昭皇后高氏・宣武順皇后于氏・宣武皇后高氏・宣武灵皇后胡氏・孝明皇后胡氏・孝静皇后高氏
2. 列傳第二 神元平文諸帝子孫 - 上谷公紇羅・建德公嬰文・真定侯陸・武陵侯因・長乐王寿乐・望都公頽・曲陽侯素延・順陽公郁・宜都王目辰・穆帝長子六修・吉陽男比干・江夏公呂・高涼王孤・西河公敦・司徒石・武衛将軍謂・淮陵侯大頭・河間公齐・扶風公处真・文安公泥
3. 列傳第三 昭成子孫 - 寔君・秦明王翰・常山王遵・陳留王虔・毗陵王順・遼西公意烈・窟咄
4. 列傳第四 道武七王 - 清河王紹・陽平王熙・河南王曜・河間王修・長乐王处文・广平王連・京兆王黎
5. 列傳第五 明元六王 - 乐平王丕・安定王彌・乐安王範・永昌王健・建寧王崇・新興王俊
6. 列傳第六 太武五王 - 晋王伏羅・東平王翰・臨淮王譚・广陽王建・南安王余
7. 列傳第七上 景穆十二王上 - 陽平王新成・京兆王子推・济陰王小新成・汝陰王天賜・乐浪王万寿・广平王洛侯
8. 列傳第七中 景穆十二王中 - 任城王雲
9. 列傳第七下 景穆十二王下 - 南安王楨・城陽王長寿・章武王太洛・乐陵王胡儿・安定王休
10. 列傳第八 文成五王 - 安乐王長乐・广川王略・齐郡王簡・河間王若・安豊王猛
11. 列傳第九上 献文六王上 - 咸陽王禧・趙郡王幹・广陵王羽・高陽王雍・北海王詳
12. 列傳第九下 献文六王下 - 彭城王勰
13. 列傳第十 孝文五王 - 废太子恂・京兆王愉・清河王懌・广平王怀・汝南王悦
14. 列傳第十一 - 衛操・莫含・劉庫仁
15. 列傳第十二 - 燕鳳・許謙・張袞・崔玄伯・鄧淵
16. 列傳第十三 - 長孫嵩・長孫道生
17. 列傳第十四 - 長孫肥・尉古真
18. 列傳第十五 - 穆崇
19. 列傳第十六 - 和跋・奚牧・莫題・庾業延・賀狄干・李栗・劉潔・古弼・張黎
20. 列傳第十七 - 奚斤・叔孫建
21. 列傳第十八 - 王建・安同・樓伏連・丘堆・娥清・劉尼・奚眷・車伊洛・宿石・来大千・周幾・豆代田・周观・閭大肥・尉撥・陸真・呂洛拔
22. 列傳第十九 -
23. 列傳第二十 - 高湖・崔逞・封懿
24. 列傳第二十一 - 宋隐・王憲・屈遵・張蒲・谷渾・公孫表・張济・李先・賈彝・薛提
25. 列傳第二十二 - 王洛儿・車路頭・盧魯元・陳建・万安国
26. 列傳第二十三 - 崔浩
27. 列傳第二十四 - 李順
28. 列傳第二十五 - 司馬休之・司馬楚之・司馬景之・司马叔璠・司马天助
29. 列傳第二十六 - 刁雍・王慧龍・韓延之・袁式
30. 列傳第二十七 - 李宝
31. 列傳第二十八 - 陸俟
32. 列傳第二十九 - 源賀
33. 列傳第三十 - 薛辯・寇赞・郦范・韓秀・堯暄
34. 列傳第三十一 - 嚴稜・毛修之・唐和・劉休賓・房法寿
35. 列傳第三十二 - 羅結・伊馛・乙瑰・和其奴・苟頽・薛野䐗・宇文福・費于・孟威
36. 列傳第三十三 - 韋閬・杜銓・裴駿・辛紹先・柳崇
37. 列傳第三十四 - 竇瑾・許彦・李訢
38. 列傳第三十五 - 盧玄
39. 列傳第三十六 - 高允
40. 列傳第三十七 - 李灵・崔鑒
41. 列傳第三十八 - 尉元・慕容白曜
42. 列傳第三十九 - 韓茂・皮豹子・封敕文・呂羅漢・孔伯恭
43. 列傳第四十 - 趙逸・胡方回・胡叟・宋繇・張湛・宗欽・段承根・闞駰・劉昞・趙柔・索敞・陰仲達
44. 列傳第四十一 - 李孝伯・李沖
45. 列傳第四十二 - 游雅・高閭
46. 列傳第四十三 - 游明根・劉芳
47. 列傳第四十四 - 鄭羲・崔辯
48. 列傳第四十五 - 高祐・崔挺
49. 列傳第四十六 - 楊播
50. 列傳第四十七 - 劉昶・蕭宝寅・蕭正表
51. 列傳第四十八 - 韓麒麟・程駿
52. 列傳第四十九 - 薛安都・毕众敬・沈文秀・張讜・田益宗・孟表
53. 列傳第五十 - 李彪・高道悦
54. 列傳第五十一 - 王肅・宋弁
55. 列傳第五十二 - 郭祚・張彝
56. 列傳第五十三 - 邢巒・李平
57. 列傳第五十四 - 李崇・崔亮
58. 列傳第五十五 - 崔光
59. 列傳第五十六 - 甄琛・高聪
60. 列傳第五十七 - 崔休・裴延儁・袁翻
61. 列傳第五十八 - 劉藻・傅永・傅豎眼・李神
62. 列傳第五十九 - 裴叔業・夏侯道遷・李元護・席法友・王世弼・江悦之・淳于誕・李苗
63. 列傳第六十 - 陽尼・賈思伯・李叔虎・路恃慶・房亮・曹世表・潘永基・朱元旭
64. 列傳第六十一 - 奚康生・楊大眼・崔延伯
65. 列傳第六十二 - 爾朱荣
66. 列傳第六十三 - 爾朱兆・爾朱彥伯・爾朱度律・爾朱天光
67. 列傳第六十四 - 盧同・張烈
68. 列傳第六十五 - 宋翻・辛雄・羊深・楊機・高崇
69. 列傳第六十六 - 孫紹・張普惠
70. 列傳第六十七 - 成淹・范紹・劉桃符・劉道斌・董紹・馮元興・鹿悆・張熠
71. 列傳第六十八 - 朱瑞・叱列延慶・斛斯椿・賈显度・樊子鵠・賀拔勝・侯莫陳悦・侯淵
72. 列傳第六十九 - 綦儁・山偉・劉仁之・宇文忠之
73. 列傳第七十 - 李琰之・祖瑩・常景
74. 列傳第七十一上 外戚上 - 賀訥・劉羅辰・姚黄眉・杜超・賀迷・閭毗・馮熙・李峻・李惠
75. 列傳第七十一下 外戚下 - 高肇・于勁・胡国珍・李延寔
76. 列傳第七十二 儒林 - 梁越・盧醜・張偉・梁祚・平恒・陳奇・常爽・劉献之・張吾貴・劉蘭・孫惠蔚・徐遵明・董徵・刁沖・盧景裕・李同軌・李業興
77. 列傳第七十三 文苑 - 袁躍・裴敬憲・盧观・封肅・邢臧・裴伯茂・邢昕・温子昇
78. 列傳第七十四 孝感 - 趙琰・長孫慮・乞伏保・孫益德・董洛生・楊引・閻元明・吳悉達・王續生・李顯達・張昇・倉跋・王崇・郭文恭
79. 列傳第七十五 節義 - 什門・段進・石文德・汲固・王玄威・婁提・劉渴侯・朱長生・于提・馬八龍・門文愛・晁清・劉侯仁・石祖興・邵洪哲・王榮世・胡小虎・孫道登・李几・張安祖・王閭
80. 列傳第七十六 良吏 - 張恂・鹿生・張應・宋世景・路邕・閻慶胤・明亮・杜纂・裴佗・竇瑗・羊敦・蘇淑
81. 列傳第七十七 酷吏 - 洛侯・胡泥・李洪之・高遵・張赦提・羊祉・崔暹・酈道元・谷楷
82. 列傳第七十八 逸士 - 眭夸・馮亮・李謐・鄭脩
83. 列傳第七十九 術艺 - 晁崇・張淵・殷紹・王早・耿玄・劉靈助・江式・周澹・李脩・徐謇・王顯・崔彧・蔣少游
84. 列傳第八十 列女 - 崔覽妻封氏・封卓妻劉氏・魏溥妻房氏・胡長命妻張氏・平原女子孫氏・房愛親妻崔氏・涇州貞女兕先氏・姚氏婦楊氏・張洪初妻劉氏・董景起妻張氏・陽尼妻高氏・史映周妻耿氏・任城國太妃孟氏・苟金龍妻劉氏・盧元禮妻李氏・河東孝女姚氏・刁思遵妻魯氏
85. 列傳第八十一 恩倖 - 王叡・王仲興・寇猛・趙脩・茹晧・趙邕・侯剛・鄭儼・徐紇
86. 列傳第八十二 閹官 - 宗愛・仇洛齊・段霸・王琚・趙黑・孫小・張宗之・劇鵬・張祐・抱嶷・王遇・苻承祖・王質・李堅・秦松・白整・劉騰・賈粲・楊範・成軌・王溫・孟鸞・平季・封津・劉思逸
87. 列傳第八十三 - 匈奴劉聪・羯胡石勒・鉄弗劉虎・徒何慕容廆・臨渭氐苻健・羌姚萇・略陽氐呂光
88. 列傳第八十四 - 僭晋司馬叡・賨李雄
89. 列傳第八十五 - 島夷桓玄・海夷馮跋・島夷劉裕
90. 列傳第八十六 - 島夷蕭道成・島夷蕭衍
91. 列傳第八十七 - 私署涼州牧張寔・鮮卑乞伏国仁・鮮卑秃发烏孤・私署涼王李暠・盧水胡沮渠蒙遜
92. 列傳第八十八 - 高句麗・百济・勿吉・失韋・豆莫婁・地豆于・庫莫奚・契丹・烏洛侯
93. 列傳第八十九 - 氐・吐谷渾・宕昌羌・高昌・鄧至・蛮・獠
94. 列傳第九十 西域 - 鄯善・于闐・車師・焉耆・龟茲・烏孫・疏勒・悦般・波斯・大月氏・安息・大秦国
95. 列傳第九十一 - 蠕蠕・匈奴宇文莫槐・徒何段就六眷・高車
96. 列傳第九十二 - 自序

### 志
1. 前上十志啓
2. 志第一 - 天象志一
3. 志第二 - 天象志二
4. 志第三 - 天象志三
5. 志第四 - 天象志四
6. 志第五 - 地形志上
7. 志第六 - 地形志中
8. 志第七 - 地形志下
9. 志第八 - 律历志上
10. 志第九 - 律历志下
11. 志第十 - 礼志一
12. 志第十一 - 礼志二
13. 志第十二 - 礼志三
14. 志第十三 - 礼志四
15. 志第十四 - 乐志
16. 志第十五 - 食貨志
17. 志第十六 - 刑罰志
18. 志第十七 - 灵徵志上
19. 志第十八 - 灵徵志下
20. 志第十九 - 官氏志
21. 志第二十 - 释老志：魏書首創，首次有史書記載佛道兩教的流傳及變革，尤其對於記載佛教發展十分詳實，可看作是一部中國佛教簡史。魏書首闢專篇記錄宗教，是其在歷史上的功勞。

## 延伸阅读
[在维基数据编辑]
 在维基文库阅读本作品原文（ 在维基共享资源阅览影像）
 《魏書 (四庫全書本)》
 《欽定古今圖書集成·理學彙編·經籍典·北魏書部》，出自陈梦雷《古今圖書集成》